# 중앙역 (영화)
《중앙역》(포르투갈어: Central do Brasil)은 1998년 개봉한 브라질, 프랑스의 드라마 영화이다. 바우테르 살리스가 감독을 맡았다. 1998 베를린 영화제 황금곰상·골든 글로브상 외국어 영화상·영국 아카데미상 외국어 영화상 수상작이다.
월터 살레스가 감독하고 비디오 필메스가 제작하고 조앙 엠마누엘 카네이루와 마르코스 베스테인이 각본을 맡았으며 페르난다 몬떼네그로와 비니시우스 지 올리베이라가 주연을 맡은 1998년의 브라질 영화이다. 이 작품은 브라질을 배경으로 하며, 중앙역에서 문맹자들을 위해 편지를 쓰는 일을 하는 은퇴한 교사 도라가, 버스에 치여 어머니가 돌아가신 조수에에게  도움을 주며 그의 아버지를 찾아 북동부로 가는 내용이다.

## 소개
영화의 구상은 살레스가 그때까지 죄수였던 친구 프랑스 크랑베르그에게 보낸 편지를 읽은 후 1993년 초에 시작되었다. 브라질이 겪었던 경제 위기의 순간도 각본의 영감과 관련이 있다. 감독은 자신의 경력이 작품에 반영되지 않도록, 대중에게 잘 알려지지 않은 일부 전문가들과 함께 작업하여 진정성 있고 단순한 작업을 수행할 것을 염두에 두었다. 담당 촬영 감독은 월터 카르발료이다. 음악 부문에서는 안토니오 알베스 핀토와 자퀴스 모렐렌바움이 계약을 체결했다. 촬영은 1996년에 시작되어 리우데자네이루와 일부 북동부 주에서 진행되었다.
이 영화는 1998년 1월 16일 스위스 지역 영화제에서 초연되었고, 같은 달 19일 미국 선댄스 영화제 에서 상영되었다. 브라질에서는 같은 해 4월 3일에 출시되었다. 중악역은 연출, 대본, 공연 및 사운드트랙을 칭찬한 전문 비평가들로부터 "보편적인 호평"을 받았으며 여러 올해의 최고 간행물에 포함되었다. "영화 재개"로 알려진 브라질 영화 제작의 부흥기에 중요한 이정표를 제시하고 국가 영화에 대한 신뢰를 회복했기 때문에 고전 이자 지금까지 제작된 가장 중요한 브라질 영화 중 하나로 간주된다. 몬테네그로의 연기는 국내 및 국제 평론가와 언론의 호평을 받았으며 그녀는 최우수 여배우 부문에서 오스카상 후보에 올랐다. 이는 최초의 라틴 아메리카인이자 유일한 브라질인이이었 포르투갈어 공연 부문 후보에 오른 유일한 여배우가 되었다. 드라마틱 영화 부문 여우주연상 부문 골든 글로브 후보. 이 영화는 전 세계에서 여러 상과 후보에 올랐으며 그중에서도 최우수 외국어 영화 부문, 인디펜던트 스피릿 상, 세자르 상 부문 에서 또 다른 오스카상 후보에 올랐으며 BAFTA, 골든 글로브, 전미 심사 위원회를 수상했다. 베를린 국제 영화제 에서 개봉된 이 작품은 권위 있는 황금곰상 최우수 영화상과 은곰상 여우주연상을 수상했다. 2015년 11월, 이 작품은 브라질 영화 평론가 협회 가 실시한 역대 최고의 브라질 영화 100편에 포함되었다.

## 구성
도라는 은퇴한 교사로 리우데자네이루의 중앙역에서 문맹자들을 위한 편지 작가로 일하고 있다. 그녀는 종종 고객에 대한 인내심을 잃고 자신이 쓴 편지를 보내지 않거나 서랍에 넣거나 심지어 찢기까지 하는 경우가 많았다. 조수에는 아버지 제수스를 한 번도 만난 적이 없지만 만나고 싶어하는 가난한 아홉 살 소년이다. 그의 어머니 아나는 도라의 서비스를 이용하여 소년의 아버지에게 곧 재결합하기를 희망한다는 편지를 작성하였다. 그러나 엄마와 아들이 역을 떠나자 엄마는 버스에 치여 죽게 되면서 아들은 집을 잃고 이곳저곳을 헤매기 시작한다. 얼마 후에, 도라는 소년에게 나쁜 일이 일어날 것을 두려워하여 소년을 자신의 집으로 데려가게 되지만, 중앙역의 경비원인 페드랑의 설득으로 조수에를 욜란다와 그녀의 남편에게 입양을 보내게 된다. 그러나 이웃이자 친구인 아이린을 통하여 부부가 아이들을 입양시키는 것이 아니라 오히려 그들을 죽이고 암시장에 장기를 팔고 있다는 얘기를 듣자 그녀는 죄책감을 느낀다. 다음날 도라는 조수에를 거래했던 아파트로 돌아가서 욜란다를 속이고 그를 다시 훔친다. 처음에 도라는 소년을 책임지는 것을 주저했지만, 결국 그의 아버지의 집을 찾고 곁에 남겨두기 위해 그를 브라질 북동쪽으로 데려가기로 결정한다.
휴게소에 도착하자 도라는 조수에가 혼자 여행을 하도록 버스에 남겨두려고 하지만 그는 버스를 버리고 그녀를 따라간다. 하지만 소년은 도라가 준 돈이 담긴 배낭을 잊어버리고 버스에서 내리게 된다. 재정적 여유가 없는 그들은 트럭 운전사인 세자르(오통 바스토스)에게 히치하이킹을 하게 되고, 도라는 트럭운전사에게 사랑에 빠진다. 도라는 그에게 맥주를 마시라고 권유하고 그에게 잘 보이기 위해 외모를 정리하고 립스틱을 바르기 위해 화장실로 간 도중에 트럭운전사는 레스토랑에 그들을 버려두고 떠난다. 도라는 울부짖다가 정신을 차리고 매표소로 가서 버스 시간표를 두 번 바꿔서 봉 제수스 두 노르테로 향한다.
그들은 버스를 타고 주택단지로 간다. 그러나 그곳에 도착하자마자 그들은 새로운 주민들로부터 제수스가 더 이상 그곳에 살지 않고 사라졌다는 소식을 듣는다. 조수에는 도라에게 아버지를 기다리겠다고 말하지만 여자는 그를 자신과 함께 살도록 초대한다. 나중에 도라는 리우데자네이루에 있는 자신의 아파트에 있는 냉장고, 소파, 텔레비전을 판매하기로 결정한다. 그러기 위해 도라는 친구인 아이린에게 전화를 걸어 판매를 해달라고 부탁한다. 조수에의 이복형 중 한 명인 이사이아스는 지붕에서 일을 하다가 도라와 소년이 아버지를 찾고 있다는 것을 알게 된다. 자신을 소개한 후, 도라는 자신이 제수스의 친구라고 말하며, 그 지역에 있었으므로 제수스를 방문할 생각을 하게 되었다. 이사이아스는 낯선 사람을 의심하는 그녀와 조수에가 자신을 제라우두라고 소개하는 그의 집에 저녁 식사를 하러 가서 다른 이복형 인 모이세스를 만난다고 주장한다. 나중에 이사이아스는 그의 아버지가 자신이 모르는 아나와 결혼했지만 그녀는 그를 떠나 리우데자네이루로 이사했고 다시는 돌아오지 않았다고 설명한다. 이사이아스는 도라에게 6개월 전 아나가 사라졌을 때 아버지가 아나에게 쓴 편지를 읽어달라고 요청한다. 서신에서 아버지는 한 번도 만난 적이 없는 아내와 아들을 찾기 위해 히우로 갔다고 설명한다. "제수스는 다시 오시겠다고 약속하시고 모두가 함께 있을 수 있도록 기다리라고 하신다. 제라우두, 아나, 이사야, 모세." 이 시점에서 도라는 잠시 말을 멈추고 조수에를 바라보며 이렇게 말한다. “그리고 내가 너무 만나고 싶은 조수에.” 이사야와 여호수아는 그 친척이 돌아올 것이라고 말했다. 하지만 모세는 그렇게 생각하지 않았다. 다음 날 아침, 소년들이 자고 있는 동안 도라는 일어나서 아나가 자신에게 쓴 편지를 제수스가 보낸 편지 옆에 놓았는데, 그 편지는 조수에가 브라질 중앙역에서 도라에게 가지고 갔지만 그녀가 결코 보내지 않았던 편지였다. 그리고 도라는 집을 떠나 히우로 가는 버스를 탔다. 잠에서 깨어난 조수에는 도라가 사라졌다는 사실을 깨닫는다. 버스에서 도라는 그에게 편지를 써서 그가 자신을 잊을까봐 두렵고 아버지와 모든 것이 그리워진다고 혼잣말한다. 영화는 두 사람이 서로를 기억하기 위해 순례를 마친 다음날 밤에 찍은 사진을 바라보는 장면으로 끝이 난다.

## 시나리오
살레스는 이미 이야기의 개념을 가지고 있었지만 진전시키지 못 하고 있었다. 그래서 그는 자신의 아이디어를 발전시키는데 도움이 되는 시나리오작가를 찾아야 했다. 감독은 신인을 마르코스 번스타인에게 줄거리 작업을 맡겼다. 번스타인이에 대한 살레스의 관심은 외국 땅 (1995)의 스토리 구성에 도움을 중 때부터 있었다. 그리고 그 이후 그는 영화의 공동 시나리오 작가가 되었다. 마르코스 번스타인은 고용된 이후 동료 신인 작가인 조앙 엠마누엘 카네이루를 초대하여 함께 줄거리를 쓰기 시작했다. 이것이 감독에게 큰 호응을 얻었다. 감독의 의도는 "새로운 것의 호기심"이었는데, 그의 의견에 따르면 수많은 대본을 쓰는 사람들은 기계적으로 만든다고 생각했다." 1990년부터 1995년까지 브라질에서는 거의 영화가 제작되지 않았기 때문에 제작팀은 스스로를 재창조해야 했다. 살레스의 경우, 이것의 장점은 [신인 영화 제작자/시나리오 작가]가 자신들의  활동 분야에 열정을 가지고 있었다는 점이었다. "왜냐하면 그 당시 영화는 거의 죽어가고 있는 매체였기 때문에 영화를 선택하는 데 매우 용기가 있어야 했기 때문이다. 그리고 이 사람들이 강렬한 열망을 가지고 왔다는 사실은 새로운 파장을 일으켰다. 저는 경험보다 재능을 훨씬 더 믿습니다"라고 말했다. 시나리오 작가는 최종 결과에 도달하기 전 약 25번의 수정을 거친다. 이 영화의 시나리오는 2,000여 편의 경쟁작에 선정되어 선댄스 영화 연구소가 주최한 콘테스트에서 31만 달러를 수상했으며, 이는 그때까지 브라질 영화 감독에게 부여된 가장 큰 국제적 상이었고, 이 영화의 제작 프로젝트에 대한 가장 큰 장려금이었다. 이는 7명의 국제 심사위원들이 만장일치로 선택한 유일한 작품이었다.
소코호 노브리(Socorro Nobre)의 이야기를 통해 당시 브라질 사람들이 도시 폭력에 익숙해져 있었기 때문에 실업과 사회 폭력 등 대도시가 직면한 사회 문제로 인해 다른 사람들을 무시하기 시작하고 자신의 정체성을 잃어버린 도라라는 캐릭터에 대한 아이디어를 떠올렸다. 이로써 수백만 명의 사람들에게 둘러싸여 많은 사람들과 마찬가지로 자신의 정체성을 잃어버린 도라가 등장하게 되었다. 줄거리의 일부 이벤트는 촬영중에 변경되어야 했는데, 이는 감독의 의견으로는 "팀이 영화에 대한 통제력을 잃은 것을 자랑스럽게 생각한다"는 사실이었다. 제작이 진행됨에 따라 새로운 풍경과 장소가 촬영에 포함되었고, 제작자들은 도로 위의 삶이 어떤 것인지에 대한 현실에 충격을 받았었다.

## 등장인물
- 페르난다 몬테네그로(Fernanda Montenegro ) 이사도라 "도라" 테세이라 역
- 비니시우스 데 올리베이라(Vinícius de Oliveira) 호수에 폰테넬레 데 파이바 역
- 마릴리아 페라 Marília Pêra 아이린 역
- 오톤 바스토스 Othon Bastos 카이사르 역
- 마테우스 나흐터갤레 Matheus Nachtergaele 이사야 드 파이바 역
- 카이오 준케이라 Caio Junqueira Moisés de Paiva 역
- 오타비오 아우구스토 Otávio Augusto 페드랑 역
- 스텔라 프레이타스 Stella Freitas 욜란다 역
- 소이아 리라 Soia Lira 아나 폰테넬레 역
- 하릴도 데다 Harildo Deda 베네 역
- 베르토 필류 Berto Filho 로메로 역

## 제작진
- 미술: 카시오 아마란테
- 배역: 세르지오 마카도

## 한국어 더빙 성우진(MBC)
- 홍승옥 - 도라 (페르난다 몬테네그로)
- 이미자 - 조슈에 (비니시우스 드 올리베이라)
- 이선주 - 이레니 (마릴리아 페라)
- 기경옥 - 아나 (소이라 리라)
- 이인성
- 김강산
- 황윤걸
- 안장혁
- 김아영
- 김용준
- 고성일
- 김서영
- 노계현
- 채의진
- 표영재